# Període romà als Països Catalans

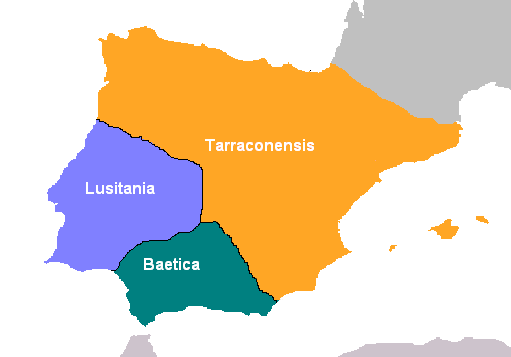
Segona divisió provincial de la Hispània romana; els Països Catalans estan compresos dins la Tarraconensis.

El període romà als Països Catalans durà set segles. Les dates més significatives són el desembarcament de les tropes romanes a Empúries l'any 218 aC, la crisi imperial del segle iii i la caiguda de l'Imperi Romà d'Occident al segle v (480). Tanmateix la influència cultural romana perdurarà fins a la conquesta àrab de la península Ibèrica i més enllà la política, car l'Imperi Carolingi (amb la seva parcial conquesta d'Hispània) pretenia ser una restauració de l'Imperi Romà.
La situació anterior a l'arribada dels romans (amb dades proporcionades per Estrabó que es basa en autors més antics com Posidoni i Artemidor) era diferent segons els territoris dels actuals Països Catalans. Els pobles indígenes eren, de nord a sud, bascoides (Pirineu occidental) i íbers. En aquests segon cas les proves apunten a una iberització de Catalunya des del País Valencià, ja que en aquest territori s'haurien format primer els trets culturals ibèrics. Els cartaginesos havien colonitzat gran part del territori de l'est de la península Ibèrica i l'illa d'Eivissa (la ciutat d'Eivissa tradicionalment es diu que va ser fundada l'any 654 aC)
Durant els segles IV a III aC el territori de l'actual País Valencià era la frontera entre les zones d'expansió cartaginesa i romana. Pel tractat del 348 aC entre Roma i Cartago, la zona valenciana quedava fora de la influència cartaginesa que no passava al nord de Mastia (zona de Múrcia), però segons el tractat de l'Ebre, del 226 aC, entrava dins l'àrea cartaginesa. Hanníbal en la seva expedició contra Roma va travessar el País Valencià i destruí Sagunt (Arse) (219 aC).
La romanització del territori no fou només lingüística sinó que afectà a tots els àmbits de la vida: el dret romà, la religió primer la romana i després la cristiana, el calendari, la dieta i, per tant, tota una organització de la vida. La romanització va ser gairebé completa a tot el territori si bé ho va ser amb una intensitat més gran a la zona d'influència litoral que no pas a l'interior. Només Lleida (Ilerda) i Guissona (Iesso) eren ciutats importants dins la part occidental de Catalunya. Especialment feble va ser al Pirineu, segons Joan Coromines la llengua basca o bascoide es mantingué a l'Alt Pallars fins al segle xi.
El País Valencià tingué una romanització més tardana que no pas la de la Catalunya extrapirinenca.
En la zona litoral el contacte amb la metròpolis romana, la via marítima era molt més ràpida i segura que la terrestre: Era constant el pas de legionaris i mercaders, que transitaven al llarg de la costa dels Països Catalans. Mentre els militars retirats fundaven colònies agrícoles amb un gran paper com a colonitzadors de les zones més pròximes al litoral.

## Els desembarcaments a Empúries
L'any 218 aC els germans Escipió, Publi i Gneu Corneli, desembarcaren a Empórion com a contraofensiva davant l'avanç d'Annibal cap a Roma, durant la Segona Guerra Púnica.
Poc temps després del desembarcament, l'any 197 aC, els romans dividiren el territori de la península Ibèrica entre la Hispània Citerior (zona més o menys propera al litoral català i valencià) i la Hispània Ulterior (a partir de la primera zona cap a l'interior peninsular). L'any 195 aC també Marc Porci Cató Censorí hagué de desembarcar a Empúries amb un exèrcit que aconseguí el domini definitiu de les tribus indígenes de Catalunya. En aquesta colònia grega es mantingué la cultura grega un cert temps, però acabà romanitzada encara que amb posterioritat a la romanització del País Valencià.

## Resistència indígena
Indíbil i Mandoni, en el primer període de la colonització romana, dirigiren la revolta antiromana més destacable que va ser protagonitzada per la tribu ibera dels ilergets coaligats amb altres tribus veïnes.

## Fundació de ciutats

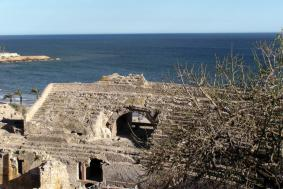
Amfiteatre de Tarragona. Aquest tipus de construccions demostraven la importància de les ciutats de l'Imperi Romà

L'origen de Tarragona (Tarraco) és una guarnició militar (al costat d'un oppidum indígena) fundat pels germans Escipions el mateix any del desembarcament d'Empúries (218 aC). Juli Cèsar li concedí l'estatus de Colònia romana el 45 aC. Tàrraco era una de les ciutats i províncies (primer anomenada província Citerior que passà a dir-se Tarraconense) més grans de l'Imperi Romà. Hi residia un legatus (governador).
València (Valentia) es va fundar l'any 138 aC Xàtiva (Saetabis) era una antiga ciutat ibera que encunyà moneda ja abans de la romanització.

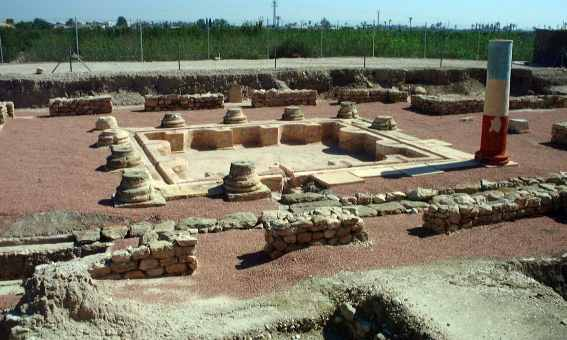
Restes d'una casa romana a Alcúdia (Elx)

La contraofensiva romana, des d'Empúries (218), provocà la ràpida ocupació romana del País Valencià, ja que l'exèrcit romà arribà a Cartago Nova (Cartagena) el 209. La resistència indígena va ser poc important. Les tribus eren ilercavons, del nord de l'Ebre fins a la Plana de Castelló, els edetans, a la part central fins al Xúquer, i els contestans, del Xúquer al Segura. Com a jaciments arqueològics emblemàtics del període romà al País Valencià trobem: Sant Miquel de Llíria, Tossal de Manises d'Alacant o la Serreta d'Alcoi.

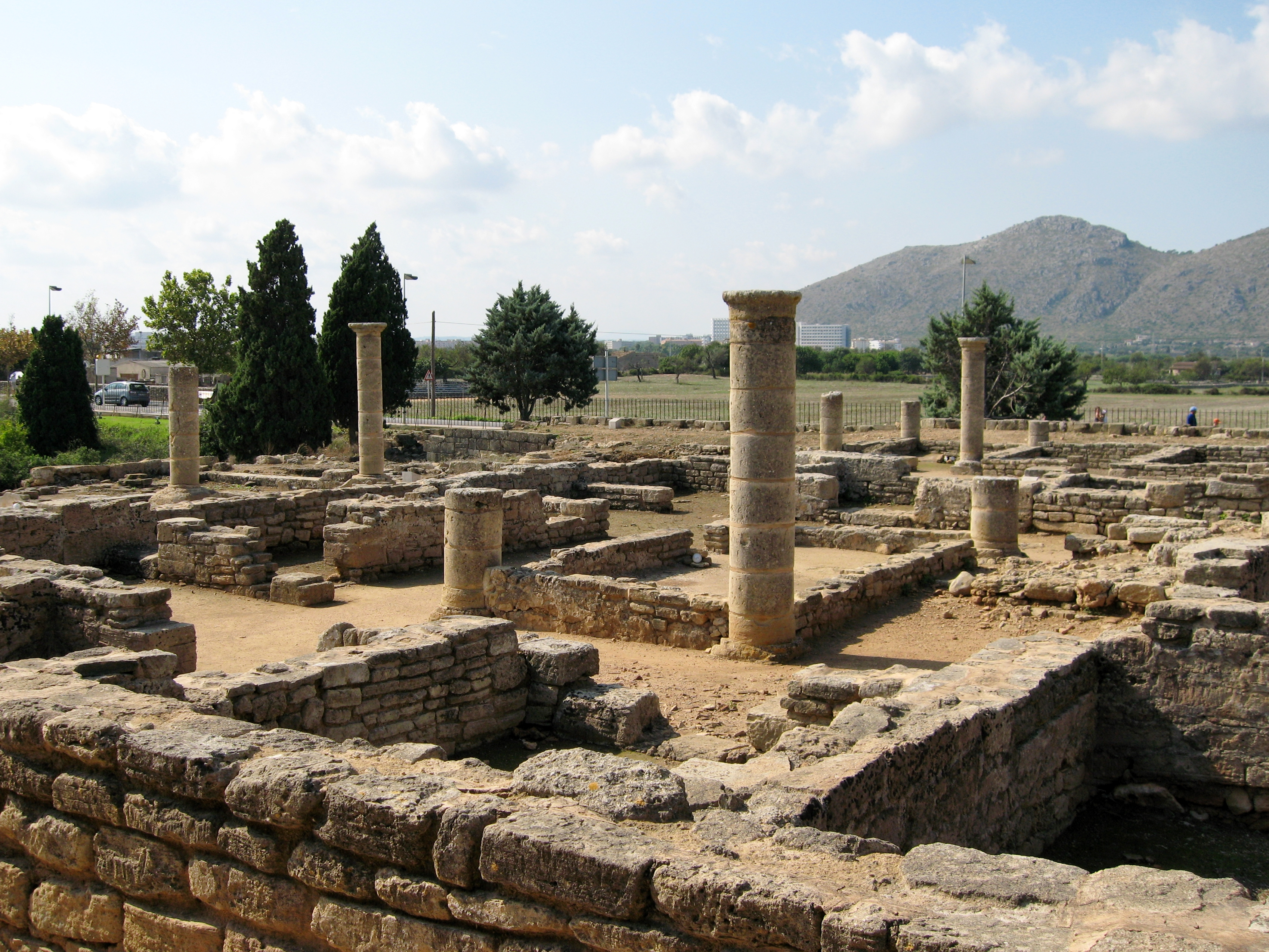
Pol·lèntia -Sa Portella (Mallorca)

Quint Cecili Metel Baleàric fundà el 123 aC Alcúdia (Pol·lència) i la ciutat de Mallorca (Palma). Les Balears fins a la seva romanització política no varen assolir la seva unitat, ja que Mallorca i Menorca formaven pròpiament les Balears mentre Eivissa i Formentera eren les illes Pitiüses ("Πιτυουσαι", segons el nom que els donaven els grecs).

## Economia
L'Imperi Romà, en els primers anys de la colonització, es limità a l'explotació dels territoris amb impostos, tanmateix en la segona meitat del s. II aC es va fer la reestructuració del sistema econòmic construint una xarxa viària. En la zona litoral el contacte amb la metròpolis romana, la via marítima era molt més ràpida i segura que la terrestre, era constant legionaris i mercaders, que transitaven al llarg de la costa dels Països Catalans. Mentre els militars retirats hi fundaven colònies agrícoles hi tenien un gran paper com a colonitzadors de les zones més pròximes al litoral cosa que explica l'evolució de la llengua catalana en contrast amb la àrt occidental peninsular. L'explotació agrícola va ser renovada amb el sistema de villae (vil·la rústica). La llengua llatina parlada era ja molt diferent del llatí clàssic, es va introduir àmpliament el dret romà i la moneda es va unificar a més d'encunyar-se a Roma. Al segle iii hi va haver una crisi econòmica a tot l'Imperi Romà agreujada, especialment a Catalunya, amb les invasions dels pobles germànics alamans i francs amb destrucció, en gran manera, de ciutats i vil·les agrícoles.

## Període romà a les Illes Balears

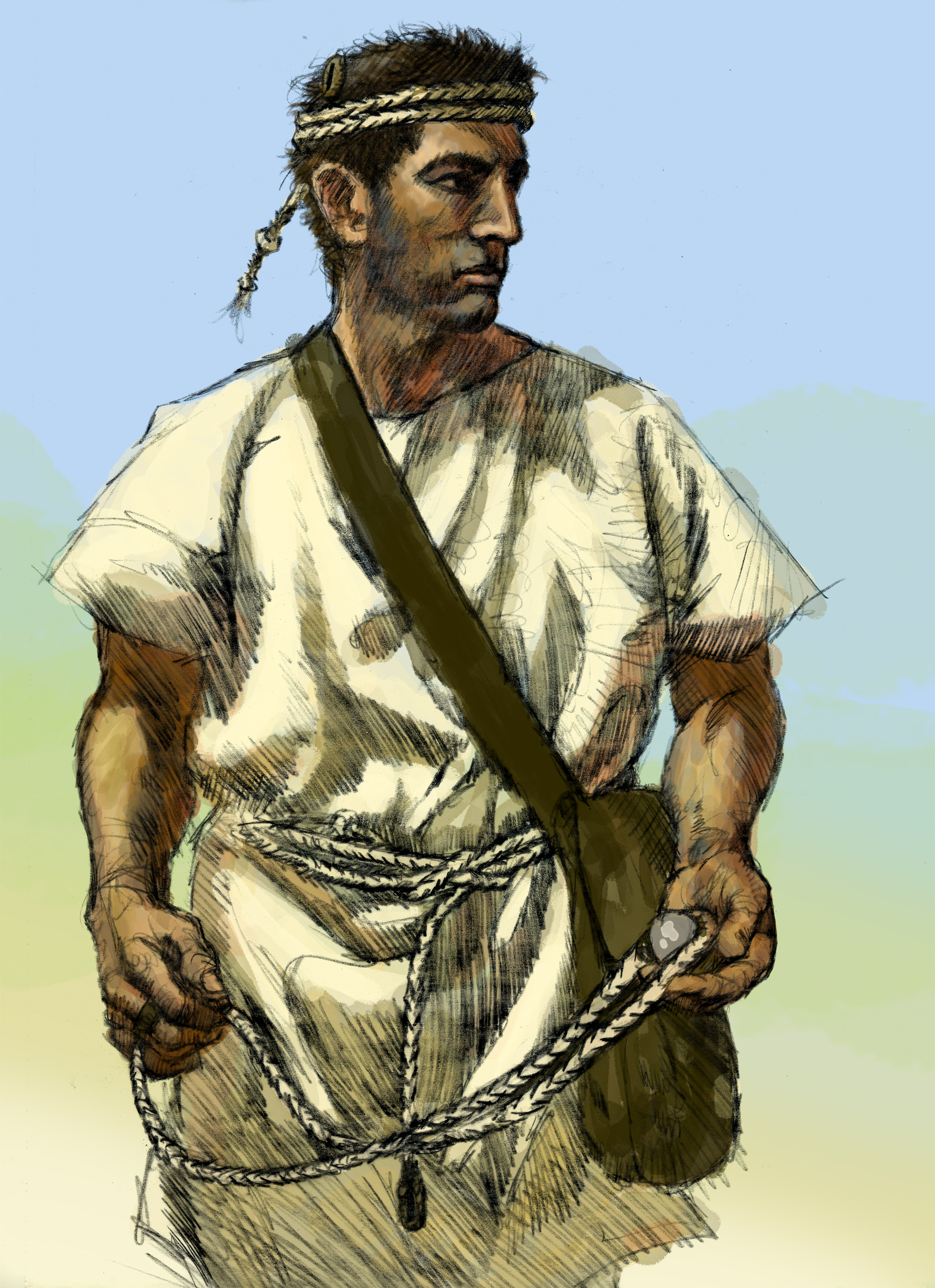
Foner balear.

Els grecs, fenicis, cartaginesos i romans són les invasions de les grans civilitzacions mediterrànies, seran primerenques i notables i causants del primer poblament estable a les illes. Aquesta diferència rau en la diferent història paleogeogràfica que ha condicionat ecosistemes diferents, molt pobres per als humans en el cas de les Pitiüses, i amb més recursos aprofitables en el cas de les Gimnèsies.
El nom de les Illes Balears prové del grec Βαλλιαρεῖς, nom amb el qual eren conegudes des de l'antiguitat clàssica. Els autors grecs i romans derivaven el nom del poble de la seva habilitat com a llançadors (baleareis, βαλεαρεῖς, de ballo, βάλλω), encara que Estrabó considerava que l'origen del nom era fenici. De fet, l'arrel bal- té un origen fenici; potser les illes foren consagrades al déu Baal; la similitud amb l'arrel grec ΒΑΛ (en βάλλω), i l'ocupació de les persones, podrien ser el fonament de l'assimilació d'aquesta designació al grec. Que el seu origen no sigui grec, s'ha inferit del fet que el nom grec més comú per a les illes no és βαλεαρεῖς.
Els fenicis s'estableixen a l'illa d'Eivissa el segle viii aC, i el 654 aC funden la ciutat d'Eivissa passant a convertir-se, gràcies a la seva privilegiada i estratègica ubicació, en el centre del comerç mediterrani occidental. Durant la Segona Guerra Púnica, l'illa pacta amb Roma una capitulació que li permet conservar autonomia política i econòmica. El general cartaginès Magó intenta entrar a l'illa i, en no permetre-li els eivissencs, intenta desembarcar a Mallorca. En fracassar l'intent de desembarcar a Mallorca, decideix posar rumb a Menorca, on s'estableix temporalment i tradicionalment s'ha dit que funda Maó (avui això es posa en dubte). Els foners menorquins s'uneixen als exèrcits cartaginesos. La necròpolis púnica d'Eivissa, formada per unes cinc mil tombes, data d'aquesta època.
Acabada la Guerra Púnica, els romans intenten sotmetre Mallorca en diverses ocasions, però fracassen fins al 123 aC, quan les hostes de Quint Cecili Metel cònsol de Roma, anomenat per això «el Baleàric», conquereix l'illa i funda amb tres mil colons les ciutats de Palma i Pol·lència (a Alcúdia). Expliquen els historiadors que les tropes invasores van ser rebudes per una pluja de pedres llançades pels foners, mítics i avesats llançadors que perviuen en l'art i la memòria col·lectiva. Gairebé dotze anys després de la conquesta ja s'havien integrat a la campanya africana dels exèrcits romans. Al segle iv, l'emperador Teodosi va unir les Pitiüses a Mallorca i Menorca per formar la província de les Illes Balears el 395.
Amb la caiguda de l'Imperi Romà d'Occident al segle v, les illes de la Mediterrània occidental queden en mans dels vàndals, que estableixen el seu regne al nord d'Àfrica en el marc d'un període turbulent. El 534, en temps de Justinià I, Belisari conquereix el regne vàndal i les Illes Balears queden sota el domini romà d'Orient.